# Ходіння в народ
«Ходіння в народ» — програма і рух російського народництва 1860 — 70-их років, метою якого була освітницька робота серед селян, а згодом і робітників та поширення революційної антисамодержавної свідомості.
Діяльність охопила інтелігенцію, головним чином студентів, які йшли в народ з вірою в його спроможність повалити царат. Уряд переслідував народників, а селянські маси їх не підтримали; тоді радикальніші їх представники вдалися до терору як головного засобу боротьби з царатом. «Ходіння в народ» було поширене й в Україні, але, як і народництво взагалі, тут набрало трохи інших форм. Одночасний український рух ставив собі за мету культурний розвиток українського народу та пробудження його національної свідомості.